# بگنیاش
بگنیاش (انگلیسی: Begenyash) یک شهرک در شهرستان استرلیتاماکسکی استان باشقیرستان کشور روسیه است.